# MacOS Catalina
macOS Catalina ist als Version 10.15 die 16. Hauptversion von macOS, dem Desktop-Betriebssystem von Apple. Namensgeber ist die felsige Insel Santa Catalina vor der Küste Kaliforniens.
Catalina wurde am 3. Juni 2019 auf der Worldwide Developers Conference vorgestellt und am 7. Oktober 2019 nach mehrmonatiger Beta-Phase veröffentlicht. Das Beta-Programm war zunächst nur Entwicklern, später allen Interessierten zugänglich.
Die letzte Aktualisierung ist Version 10.15.7 (Sicherheits-Update 2022-005) vom 20. Juli 2022. Der Nachfolger, Big Sur mit der Versionsnummer 11, erschien am 12. November 2020.

## Neue und weggefallene Funktionen

### Neu
Diese Version bietet folgende neue Funktionen:
- Catalina ist ein reines 64-Bit-System – die Unterstützung für 32-Bit-Anwendungen, wie sie in allen 64-Bit-Varianten vorangegangener macOS-Versionen vorhanden war, entfällt.
- Die System Integrity Protection wurde verschärft, und die Kernprogramme und Dienste werden in einem Nur-Lese-Volume auf einem APFS-Volume betrieben, was die Sicherheit, insbesondere den Schutz vor Schadprogrammen und -funktionen, erhöht.[3]
- Aus Sicherheitsgründen steht der Einsatz von Kernel-Erweiterungen (Kernel Extensions, .kext) Drittanbietern nicht mehr zur Verfügung. Sie können die neu eingeführten System-Erweiterungen (System Extensions, .system) verwenden. Diese laufen im Benutzer- statt im Kernelmodus und fußen auf dem speziell dafür eingeführten DriverKit.[4][5][6]
- Die seit Panther 10.3 von 2003 voreingestellte Shell Bash 3.x wurde aus lizenzrechtlichen Gründen durch die Z shell ersetzt.[7]
- Neu eingeführt wurde die Möglichkeit, iPadOS-Apps unter macOS umzusetzen. Für Entwickler wird dies durch das Project Catalyst (ehemals: Marzipan) erleichtert.
- Mit der Funktion Sidecar kann ein iPad mit dem Mac verbunden und in bestimmten Programmen als zweiter Bildschirm verwendet werden.
- Mit neuen Sprachkommandos kann ein Mac auch nur durch Sprache gesteuert werden.
- In den Einstellungen kann nunmehr – analog zu iOS[8] – eingesehen werden, wie lange der Mac in Gebrauch ist und auf welche Programme sich diese Bildschirmzeit aufteilt.[9]

### Weggefallen
Mit der Einführung von Catalina entfallen jedoch auch eine Vielzahl an Funktionen und Anwendungen, die über einen sehr langen Zeitraum hinweg fester Bestandteil von macOS waren oder von Apple ergänzend angeboten wurden:
- Als direkte Folge dessen, dass nur noch 64-Bit-Programme funktionieren, sind auch Apples eigene 32-Bit-Bestandteile nicht mehr kompatibel:
  - Die Carbon-Programmierschnittstelle, die bis zuletzt auf 32-Bit beschränkt blieb und seit 2007 nicht mehr weiterentwickelt wurde, wurde entfernt.[10]
  - Das ältere QuickTime 7 bzw. QuickTime Pro einschließlich Plugins entfällt ersatzlos.[11] Der QuickTime Player, eine 64-Bit-Applikation, bleibt jedoch erhalten.
  - Die Foto-Verwaltung und -Bearbeitung Aperture wird nicht mehr unterstützt,[10] da die von der Software genutzten Formate und Codecs teilweise nicht 64-bit-kompatibel sind.[12]
- Nach etwa 18 Jahren liefert Apple mit dem Betriebssystem erstmals kein iTunes mehr. Funktionen von iTunes wie Musik- oder Filmwiedergabe werden in drei andere Programme für Musik, Podcasts und Fernsehen aufgeteilt.
- Nach über 14 Jahren wurde das Dashboard abgeschafft.[13]
- Die veraltete Version 1.0 des SMB-Protokolls ist standardmäßig nicht mehr aktiviert, was zu Zugriffsproblemen im Zusammenspiel mit Geräten führen kann, die nur diese Version unterstützen.[14]
- Die Skriptsprachen Ruby, Python und Perl gelten jetzt als abgekündigt und werden mit einer künftigen Version von macOS nicht mehr vorinstalliert mitgeliefert.[15] Apple verweist auf die Möglichkeit, derlei Komponenten bei Bedarf selbst zu installieren, was wiederum deren Aktualisierung vereinfacht. Entwickler sollen entsprechende Komponenten in ihre Produkte integrieren und mitliefern.

## Kompatibilität und Probleme
Im Jahr 2018 hatte Apple angekündigt, dass Mojave die letzte Betriebssystem-Version sein werde, die 32-bit-Apps unterstützt. Mit der Veröffentlichung von Catalina fiel diese Unterstützung nunmehr weg, die Programme können nicht mehr ohne weiteres auf aktualisierten Macs genutzt werden. Apple selbst führt 235 Programme auf, die im Betriebssystem beim versuchten Start eine Meldung provozieren, die den Benutzer darüber informiert, dass dieser Titel nicht mehr lauffähig ist. Teilweise handelt es sich dabei um ältere Versionen, aktuelle Programmversionen sind meist bereits kompatibel zu Catalina.
Problematisch ist der Wegfall von Treibern für ältere externe Peripheriegeräte wie Scanner und Drucker; wenn der Hersteller der Hardware oder ein Drittanbieter keine zu Catalina kompatiblen 64-Bit-Treiber zur Verfügung stellt, ist das betroffene Gerät nach dem Umstellen auf das neue System nicht mehr oder nur eingeschränkt nutzbar. Auch Computerspiele, die mit der vorherigen Betriebssystemversion z. B. über Steam auf dem Mac gespielt werden konnten, sind nicht mehr lauffähig, wenn diese als 32-Bit-Programm vorliegen, was auf eine Vielzahl älterer Titel zutrifft. Außer bei einem Remake erhalten Spiele im Allgemeinen kein Upgrade von 32- auf 64-Bit.
Datensicherungsprogramme von Drittanbietern, die bisher auf das Dateisystem HFS+ sicherten, sind nicht mehr kompatibel und müssen, auch durch die Verschärfung der System Integrity Protection und dem Kernsystem auf einem schreibgeschützten APFS-Volume, für Catalina angepasst werden. Zudem treten, wie bei jeder Softwareaktualisierung, auch diverse andere Fehler auf, so wird beispielsweise berichtet, dass das Programm Apple Mail bei der Migration auf die Version 10.15 (Build 19A583) beim Laden oder Verschieben von Mails nur deren Header, nicht aber die Mail selbst übernimmt; wird ein Konto unter IMAP betrieben, synchronisiert sich dieser Fehler auf den Server des Mailanbieters und damit auf alle genutzten Geräte, die Mails sind damit verloren, wenn keine Datensicherung existiert. Auch wurden unter der ersten veröffentlichten Version Fälle bekannt, die berichteten, dass die Systemaktualisierung selbst fehlschlägt und Macs beim Neustart während der Installation nicht mehr reagierten.

## Systemvoraussetzungen
Von macOS Catalina, Version 10.15, werden mit der Ausnahme der Modelle des Mac Pro von 2010/2012 die gleichen Macs unterstützt wie von der Vorversion 10.14, Mojave:
- MacBook: Anfang 2015 oder neuer
- MacBook Air: Mitte 2012 oder neuer
- MacBook Pro: Mitte 2012 oder neuer
- Mac mini: Ende 2012 oder neuer
- iMac: Ende 2012 oder neuer
- iMac Pro
- Mac Pro Ende 2013 oder neuer

## Versionsgeschichte
| macOS-Version        | Build   | Darwin-Version | Erscheinungsdatum  | Anmerkung |
| -------------------- | ------- | -------------- | ------------------ | --- |
| 10.15 Beta 1         | 19A471t | 19.0.0         | 4. Juni 2019       | Erste (Developer-)Beta-Version; wurden meist eine oder zwei Wochen später als öffentliche Beta-Version verfügbar gemacht. |
| 10.15 Beta 2         | 19A487l | 19.0.0         | 17. Juni 2019      | Zweite Beta-Version |
| 10.15 Beta 3         | 19A501i | 19.0.0         | 1. Juli 2019       | Dritte Beta-Version |
| 10.15 Beta 4         | 19A512f | 19.0.0         | 16. Juli 2019      | Vierte Beta-Version |
| 10.15 Beta 5         | 19A526h | 19.0.0         | 1. August 2019     | Fünfte Beta-Version |
| 10.15 Beta 6         | 19A536g | 19.0.0         | 19. August 2019    | Sechste Beta-Version |
| 10.15 Beta 7         | 19A546d | 19.0.0         | 28. August 2019    | Siebte Beta-Version |
| 10.15 Beta 8         | 19A558d | 19.0.0         | 10. September 2019 | Achte Beta-Version |
| 10.15 Beta 9         | 19A573a | 19.0.0         | 23. September 2019 | Neunte Beta-Version |
| 10.15 Beta 10        | 19A578c | 19.0.0         | 30. September 2019 | Zehnte Beta-Version |
| 10.15 GM             | 19A582a | 19.0.0         | 3. Oktober 2019    | Golden Master, weitgehend mit der Version vom 7. Oktober identisch                                                        |
| 10.15                | 19A583  | 19.0.0         | 7. Oktober 2019    | Erste veröffentlichte Version.                                                                                            |
| 10.15                | 19A602  | 19.0.0         | 15. Oktober 2019   | Ergänzendes Update. |
| 10.15                | 19A603  | 19.0.0         | 21. Oktober 2019   | 2. Ergänzendes Update. |
| 10.15.1              | 19B88   | 19.0.0         | 29. Oktober 2019   | Sicherheits-Update. 53 Sicherheitsprobleme (CVE-Tickets) behoben.                                                         |
| 10.15.2              | 19C57   | 19.2.0         | 10. Dezember 2019  | Sicherheits-Update. 51 Sicherheitsprobleme (CVE-Tickets) behoben.                                                         |
| 10.15.3              | 19D76   | 19.3.0         | 28. Januar 2020    | Sicherheits-Update. 36 Sicherheitsprobleme (CVE-Tickets) behoben.                                                         |
| 10.15.4              | 19E266  | 19.4.0         | 24. März 2020      | Sicherheits-Update. 42 Sicherheitsprobleme (CVE-Tickets) behoben.                                                         |
| 10.15.4              | 19E287  | 19.4.0         | 8. April 2020      | Ergänzendes Update. |
| 10.15.5              | 19F96   | 19.5.0         | 26. Mai 2020       | Sicherheitsaktualisierungen und mit neuer Funktion (Batteriezustandsverwaltung in Mac-Notebooks).                         |
| 10.15.5              | 19F101  | 19.5.0         | 1. Juni 2020       | Ergänzendes Update, Sicherheitsaktualisierungen.                                                                          |
| 10.15.6              | 19G73   | 19.6.0         | 15. Juli 2020      | Ergänzendes Update, Sicherheitsaktualisierungen.                                                                          |
| 10.15.7              | 19H2    | 19.6.0         | 23. September 2020 | Ergänzendes Update, Sicherheitsaktualisierungen.                                                                          |
| 10.15.7              | 19H4    | 19.6.0         | 27. Oktober 2020   | Ergänzendes Update, Sicherheitsaktualisierungen.                                                                          |
| 10.15.7              | 19H15   | 19.6.0         | 5. November 2020   | Ergänzendes Update. 3 Sicherheitsprobleme (CVE-Tickets) behoben.                                                          |
| 10.15.7              | 19H114  | 19.6.0         | 14. Dezember 2020  | Sicherheitsupdate 2020-001. 73 Sicherheitsprobleme (CVE-Tickets) behoben.                                                 |
| 10.15.7              | 19H512  | 19.6.0         | 1. Februar 2021    | Sicherheits-Update 2021-001. 5 Sicherheitsprobleme (CVE-Tickets) behoben.                                                 |
| 10.15.7              | 19H524  | 19.6.0         | 9. Februar 2021    | Ergänzendes Update. 3 Sicherheitsprobleme (CVE-Tickets) behoben.                                                          |
| 10.15.7              | 19H1030 | 19.6.0         | 27. April 2021     | Sicherheits-Update 2021-002. 39 Sicherheitsprobleme (CVE-Tickets) behoben.                                                |
| 10.15.7              | 19H1217 | 19.6.0         | 24. Mai 2021       | Sicherheits-Update 2021-003. 59 Sicherheitsprobleme (CVE-Tickets) behoben.                                                |
| 10.15.7              | 19H1323 | 19.6.0         | 21. Juli 2021      | Sicherheits-Update 2021-004. 32 Sicherheitsprobleme (CVE-Tickets) behoben.                                                |
| 10.15.7              | 19H1417 | 19.6.0         | 13. September 2021 | Sicherheits-Update 2021-005. 23 Sicherheitsprobleme (CVE-Tickets) behoben.                                                |
| 10.15.7              | 19H1419 | 19.6.0         | 24. September 2021 | Sicherheits-Update 2021-006. 1 Sicherheitsproblem (CVE-Ticket) behoben.                                                   |
| 10.15.7              | 19H1519 | 19.6.0         | 25. Oktober 2021   | Sicherheits-Update 2021-007 29 Sicherheitsprobleme (CVE-Tickets) behoben.                                                 |
| 10.15.7              | 19H1615 | 19.6.0         | 13. Dezember 2021  | Sicherheits-Update 2021-008. 33 Sicherheitsprobleme (CVE-Tickets) behoben.                                                |
| 10.15.7              | 19H1713 | 19.6.0         | 16. Januar 2022    | Sicherheits-Update 2022-001. 5 Sicherheitsprobleme (CVE-Tickets) behoben.                                                 |
| 10.15.7              | 19H1715 | 19.6.0         | 23. Februar 2022   | Sicherheits-Update 2022-002.                                                                                              |
| 10.15.7              | 19H1824 | 19.6.0         | 16. März 2022      | Sicherheits-Update 2022-003. 24 Sicherheitsprobleme (CVE-Tickets) behoben.                                                |
| 10.15.7              | 19H1912 | 19.6.0         | 16. Mai 2022       | Sicherheits-Update 2022-004. 38 Sicherheitsprobleme (CVE-Tickets) behoben.                                                |
| 10.15.7              | 19H2026 | 19.6.0         | 20. Juli 2022      | Sicherheits-Update 2022-005. 38 Sicherheitsprobleme (CVE-Tickets) behoben.                                                |
| Legende:Alte Version |         |                |                    | |